# Тестамент
Тестамент (завештање, опорука, последња воља) представља законом уређени облик једностране, строго личне и опозиве изјаве воље за то способног лица (тестатор, оставилац, дефунктус или декујус), којом оно одређује расподелу своје имовине после своје смрти и, евентуално, даје друге изјаве и наредбе у вези са својом смрти.

## Појам тестамента
У наследном праву тестамент има више значења:
1. у формалном смислу завештање је свака изјава воље уперена на постизање неког наследноправног ефекта, дата у законом утврђеној форми за тестамент. У том смислу нека особа може имати више тестамената, од којих ће важећи бити само онај последњи (последња воља оставиоца). Међутим дешава се ситуација да завешталац напише више тестамената, а да у последњем не уреди неко питање које је уредио у претходним верзијама. Тада ће, у одређеној мери, важити и претходни тестаменти.
2. у материјалном (субјективном) смислу завешталац може имати само један тестамент - то је последња воља оставиоца. Последња воља мора бити једна и јединствена, јер је то оно што ће бити спроведено у правном животу. Тестамент у материјалном смислу представља ванвременску и апстрактну вољу оставиоца, што значи да, ако нпр. тестамент буде уништен, он ће и даље постојати у материјалном смислу. Ако се некако сазна његова садржина (или буде реконструисан), суд ће поступити по тој вољи.
3. у објективном смислу, тестамент представља исправу која садржи оставиочеву последњу вољу, одн. објект на коме је написан тестамент (нпр. парче папира).

## Правна природа тестамента
Под правном природом тестамента подразумевају се његове особине као правног посла:
1. правни посао mortis causa (за случај смрти) - је посао који се предузима за живота, али његова правна дејства отпочињу тек смрћу одређеног лица (у овом случају оставиоца);
2. доброчин (лукративни) правни посао - је онај посао код којег једна страна добија корист, а да за то не даје никакву (или даје изузетно несразмерну) противнакнаду;
3. једностран правни посао - настаје и производи правна дејства изјавом само једне воље;
4. строго лични правни посао - је онај код кога је искључено свако заступање. Завешталац мора лично, својом сопственом и слободном вољом, да искаже садржину свог тестамента. Једини начин да друго лице учествује у процесу настанка тестамента је тај да даје савете које се тичу форме, а никако садржине, јер ће у супротном случају тестамент бити поништен;
5. формални правни посао - је онај за чију се пуноважност захтева да буде састављен у нарочитој форми коју прописује закон (тзв. forma ad solemnitatem). Наш закон дозвољава више форми тестамента;
6. једнострано опозив правни посао - с обзиром на то да је тестамент једнострани, строго лични и доброчин посао, произлази овлашћење завештаоца да у сваком тренутку опозове ту своју последњу вољу. Једино ограничење које се њему поставља је то да он мора тестамент да опозове у некој од законом одређених форми за састављање тестамента. Он НЕ МОРА да тестамент опозива баш у оној форми у којој га је саставио!

## Услови за састављање тестамента
Како је тестамент један од важнијих правних института сваког поретка, држава прописује услове који морају бити испуњени да би се последња воља уопште могла узети у разматрање. Ти услови су следећи:
1. Субјективни услов - јесте способност за расуђивање, одн. способност лица да схвати правне (и све друге) последице своје изјаве воље;
2. Објективи услов - јесте одређена старосна граница са чијим је навршењем могуће састављати пуноважан тестамент. То је тзв. активна тестаментарна способност (testamentio factio activa) и она се у нашем праву стиче са навршених 15 година;
3. , односно намера за сачињавање тестамента - јесте правно релевантна воља неког лица да предузме одређене правне радње и његова свест о условима и последицама предузетих радњи. Та воља мора бити: озбиљна (није пуноважан тестамент који је написан „из зезања"), стварна, слободна и упућена на нешто што је могуће остварити.

Да би тестамент био пуноважан сви ови услови морају бити испуњени кумулативно, дакле, морају сви да постоје у исто време. Ако неко лице које је старије од 15 година напише тестамент и испостави се да је било неспособно за расуђивање, тестамент ће бити поништен. Ако адвокат (који је способан та расуђивање и старији од 15 година) напише тестамент само да би свом клијенту показао како се то ради, тестамент неће бити пуноважан, јер нема animus testandi...

## Садржина тестамента
Тестамент може садржати веома велики број различитих одредби, тако да је, у теорији, извршена подела садржине тестамента на материјалну, формалну и тзв. остале одредбе.
1. У материјалну садржину спада све оно што се односи на имовинско располагање оставиоца: постављање наследника и легатара, одређивање наследних делова, искључења из наслеђа, оснивање задужбина, фондова, итд;
2. Формална садржина се односи на питање постављања извршиоца тестамента, или одређивања тзв. конкретизатора завештаочеве воље само у вези са неком посебном одредбом у тестаменту;
3. Остале одредбе су врло хетерогена категорија и могу се дефинисати као све оне одредбе које не спадају у претходне две групе. Оне могу бити неимовинске: признавање ванбрачног очинства (ЈЕДНА ПРАВНА ЗАЧКОЉИЦА: тестамент је могуће написати са 15, а признати очинство је могуће са тек са 16 година. Ако лице од 15 година призна ванбрачно очинство у тестаменту, тестамент ће бити пуноважан, сем те одредбе, одм. његово признање ће остати без ефекта!), одређивање места и начина сахране, давање препоруке органу старатељства поводом неког лица..., као и имовинске природе: опроштај дуга, признање дуга, итд.

## Форме тестамента
У нашем праву постоји велики број форми у којима се може изразити последња воља. То су сл.:

#### Олографски тестамент
Или својеручно завештање је писмени, приватни (у његовом састављању не учествују државни органи) и редовни облик састављања тестамента. С обзиром на то да је најједноставнији и најмање захтеван облик тестамент, па се зато и користи најмасовније. Битни елементи форме су ти да он мора у целости бити написан и потписан својеручно од стране завештаоца. Препоручује се да носи и датум, али то није битан елемент форме. Логични услови који се траже су ти да завешталац буде писмен, да пише оном руком којом пише уобичајено, да пише на оном језику који разуме и да се потписује својим уобичајеним потписом. Материјал на коме је тестамент исписан није релевантан;

#### Алографски тестамент
Или писмено завештање пред сведоцима је писмени, приватни и редовни облик завештања, које се сачињава на тај начин што ће завешталац унапред сачињену исправу својеручно потписати у присуству два сведока, изјављујући да је сачињено писмено прочитао и да је то његова последња воља. Логични услови који се намећу су, да је завешталац писмен и да има очувано чуло вида, мора га потписати својеручно и уобичајеним потписом, сведоци морају да виде потписивање (значи да морају да имају очувано чуло вида) и да чују изјаву завештаоца (очувано чуло слуха). Не морају да буду упознати са садржином тестамента, а морају бити писмени само у оној мери у којој им је потребно да се потпишу. Ако се тестамент састоји од више страна довољно је да се завешталац потпише само на последњој страни;

#### Судски тестамент
Је веома значајан облик писменог, редовног и јавног облика завештања, не само због тога што је то најчешће коришћена форма јавног тестамента, већ и зато што је то модел чија правила важе и код осталих облика јавних тестамената. Разлог за велику популарност овог тестамента је и то што је за неписмене или слепе особе најсигурнији облик, с обзиром на то да у његовом састављању учествује суд. Судски тестамент саставља судија општинског суда, према усменом и непосредном казивању самог завештаоца. Завешталац НЕ МОЖЕ донети већ припремљени текст тестамента. Пре било каквог поступка судија мора да утврди идентитет сведока и да утврди да ли завешталац има тестаментарну способност. Идентитет се утврђује на три начина - да судија лично и по имену познаје завештаоца; увидом у јавну исправу са фотографијом и уз саслушање једног сведока идентитета; или саслушањем два сведока идентитета (чији идентитет утврђује увидом у јавну исправу са фотографијом). Судски тестамент се бележи у записник, а даљи поступак зависи од тога да ли завешталац може да прочита завештање или не. Ако може, предаје му се записник, који он чита, а потом судија на самом тестаменту потврђује да га је овај прочитао. Затим га потписује и оверава. Ако завешталац не може, из различитих разлога, да прочита тестамент (или не може да се потпише), тестамент се саставља уз присуство два тестаментарна сведока. Састављени тестамент се чита пред сведоцима и завештаоцем, па ће га онда завешталац потписати или ставити рукознак (отисак палца). Уколико он не може ни да стави рукознак, судија ће то констатовати на самом тестаменту, после чега ће се потписати сведоци, заклети судски тумач (који служи као посредник ако завешталац не зна језик суда или је глувонем) и судија, који ће и оверити тестамент. Тако састављени тестамент се предаје завештаоцу или се, на његов захтев, депонује у суду, а суд му о томе издаје потврду;

#### Конзуларни тестамент
Је писмени, редовни и јавни облик тестамента који нашем држављанину у иностранству, по одредбама које важе за судски тестамент, саставља конзуларни представник или дипломатски представник Србије који врши конзуларне послове;

#### Бродски тестамент
Је писмени, ванредни (сачињава се у посебним околностима) и јавни облик тестамента који завештаоцу на нашем броду, по одредбама које важе за судски тестамент, саставља заповедник брода;

#### Војни тестамент
Је писмени, ванредни и јавни облик тестамента који за време рата или мобилизације завештаоцу који је на војној дужности, по одредбама које важе за судски тестамент, саставља командир чете, други старешина тог или вишег ранга, неко друго лице у присуству неког од тих старешина, као и сваки старешина одвојеног одреда;

#### Међународни тестамент
Је, у наше право, уведен Законом о ратификацији Конвенције о једнообразном закону о облику међународног тестамента, са Прилогом од 3. јуна 1977. г. Према овој Конвенцији тестамент ће бити пуноважан у погледу облика, без обзира на место где је направљен, где се налазе добра, држављанство, пребивалиште или боравиште завештаоца. Међународни тестамент је писмени, редовни и јавни облик завештања. Овлашћена лица за састављање овог тестамента су судија општинског суда и конзуларни представник неке земље у иностранству, као и лица која су овлашћена за састављање ванредних облика тестамената. Међународни тестамент мора бити састављен у писаном облику, на било ком језику, написан руком, или на било који други начин. Завешталац може своју последњу вољу изјавити усмено пред јавном органом који ће је затим пренети у писмену форму, или може донети већ припремљени текст тестамента. Са садржином тог тестамента он може, али и не мора упознати службено лице, али мора пред њим и пред два сведока изјавити да је сачињено писмено прочитао, као и да је то његова последња воља. Завешталац потписује тестамент у присуству службеног лица и сведока, а ако га је потписао пре тога треба само да призна и потврди потпис за свој. Завешталац мора да потпише сваки од листова који садржи тестамент, а ти листови морају бити нумерисани. Ако не може да се потпише, службено лице ће разлог томе констатовати на самом тестаменту. Завешталац може да захтева да га неко друго лице потпише на тестаменту, а овлашћено лице ће то на тестаменту констатовати. Затим се на тестамент потписују сведоци и то службено лице. Завештање МОРА да садржи датум састављања (датум када га је завешталац потписао). Завешталац одлучује о начину чувања тестамента, што службено лице бележи на тестаменту. Службено лице треба да уз тестамент приложи и посебну изјаву којом потврђује да су испуњени сви законски услови за пуноважност тестамента, али тестамент ће постојати и без ње;

#### Усмени тестамент
Је изузетни и приватни облик тестамента. Завешталац може своју последњу вољу усмено изрећи пред три истовремено присутна тестаментарна сведока, ако због изузетних прилика није у могућности да сачини писмено завештање. Сведоци морају да, без одлагања, најближи суд упознају са садржином тестамента. Њихове изјаве се диктирају у записник који се потписује и оверава, и такав служи као тестамент. Изузетне прилике морају бити такве природе да погађају већу или мању групу људи услед неотклоњивог и општепознатог догађаја који их је задесио и битно погоршао њихов животни положај (нпр. рат, земљотрес, велики пожар, поплава...). С обзиром да је овај облик тестамента изузетно погодан за кривотворење његова употреба је доста ограничена рестриктивним тумачењем „изузетних прилика“ од стране судова (нпр. постоји случај да суд није узео у разматрање усмени тестамент жене која је лежала у болници неколико месеци али је нагло преминула, с образложењем да је она за то време могла да састави неки други тестамент). Уколико је и 30 дана после престанка изузетних прилика завешталац и даље жив тестамент ће престати да важи;

#### Нотаријални тестамент
Је писмени, редовни и јавни облик тестамента који завештаоцу, по одредбама које важе за судски тестамент, саставља јавни бележник - нотар. НАПОМЕНА: иако је закон о нотарима увелико најављиван у нашој земљи, још увек се не зна када ће бити усвојен, тако да овај облик тестамента, у суштини, и не постоји, само је у припреми.

## Конверзија
Наш закон дозвољава и тзв. конверзију тестамента, одн. уколико је тестамент састављан у једној форми за коју не испуњава услове, суд ће по службеној дужности, признати тај тестамент, али само ако испуњава услове за неку другу форму.